# Course en ligne masculine aux championnats du monde de cyclisme sur route 1954
La 21e édition de la course en ligne aux championnats du monde professionnels de cyclisme sur route a lieu le 22 août 1954 à Solingen en Allemagne. La course est remportée par le Français Louison Bobet.

## Parcours[1]
La course se déroule à Solingen, sur le circuit de Klingen. La course compte 15 tours de circuit pour 245 km. La principale difficulté du circuit est la côte de Flamersheid.

## Récit de la course[1]
La course se déroule sous une pluie battante. À l'amorce du dernier tour, Bobet est en tête, seulement accompagné du Suisse Schär. C'est alors que Bobet crève, 100 m après avoir passé le poste de ravitaillement où doit se dérouler le dépannage. L'assistant lui porte son vélo et Schär est déjà 500 m plus loin quand Bobet repart. La vallée du Wepper est plongée dans la brume, aucune nouvelle ne parvient au speaker suisse Lelio Rigassi, lorsque soudain l'on annonce que Bobet est revenu sur Schär. Quelques hectomètres avant la ligne, le Français surgit seul du rideau opaque pour s'imposer.

## Classement
| Classement | Classement       | Classement | Classement | Classement         |
|            | Coureur          | Pays       | Équipe     | Temps              |
| ---------- | ---------------- | ---------- | ---------- | ------------------ |
| 1er        | Louison Bobet    | France     | '          | en 7 h 24 min 36 s |
| 2e         | Fritz Schär      | Suisse     |            | à 12 s             |
| 3e         | Charly Gaul      | Luxembourg |            | à 2 min 12 s       |
| 4e         | Michele Gismondi | Italie     |            | à 3 min 3 s        |
| 5e         | Jacques Anquetil | France     |            | à 3 min 3 s        |
| 6e         | Fausto Coppi     | Italie     |            | à 3 min 20 s       |
| 7e         | Robert Varnajo   | France     |            | à 7 min 35 s       |
| 8e         | Jean Forestier   | France     |            | à 11 min 3 s       |
| 9e         | Alfred De Bruyne | Belgique   |            | à 11 min 3 s       |
| 10e        | Pasquale Fornara | Italie     |            | à 11 min 3 s       |
| modifier   |                  |            |            |                    |